# Province de Pesaro et d'Urbino
La province de Pesaro et d'Urbino est une province italienne, sur l'Adriatique, dans la région des Marches.
La capitale provinciale est Pesaro. La province comprend une partie de la région historique du Montefeltro.

## Géographie
Faisant face à la mer Adriatique, elle borde l'Ombrie, la Toscane et la Romagne.

## Histoire
C'est l'une des provinces historiques italiennes. Avant la naissance de l'État italien, elle portait différents noms : duché d'Urbin, puis département du Métaure avec Napoléon 1er et enfin délégation apostolique d'Urbino et Pesaro auprès des États pontificaux.
À l'âge du fer elle était habitée par les Picentes. Vers 391 av. J.-C., les Gaulois Sénons envahirent le nord des Marches jusqu'au fleuve Esino et la région du mont Conero et s'y installèrent. Au siècle suivant, la civilisation gauloise des Marches fusionne avec la civilisation picène préexistante, donnant naissance à un koiné culturel.  
La romanisation de la région a commencé en 295 av. J.-C. avec la bataille de Sentinum. Les romains y fondèrent de nombreuses villes.
Au Moyen Âge le territoire faisait partie de l'exarchat de Ravenne. Les Lombards conquirent l'Exarchat, sous Aistolf (751-754). Le pape Étienne II appela alors le franc Pépin le Bref qui, couronné roi, descendit en Italie en 754 , battit les Lombards au combat et força le roi Aistolf à céder tous les territoires conquis, qu'il remit au pape.

## Nature
- Parc naturel régional du Mont San Bartolo
- Parc naturel régional de Sasso Simone et Simoncello
- Réserve naturelle d'État des Gorges du Furlo

## Monuments et lieux d'intérêt

### Aires archéologiques
- Zone archéologique de Colombarone
- Domus de la via dell'Abbondanza (Ier siècle av. J.-C.) à Pesaro
- Domus del Mito (Ier siècle) à Sant'Angelo in Vado
- Hypogée de Piagge
- Nécropole picène de Novilara
- Arc d'Auguste
- Porte romaine della Mandria
- Temple romain Augusteum

### Architecture religieuse
- Abbaye du Monte Favale
- Cathédrale de Cagli
- Cathédrale de Fano
- Cathédrale de Fossombrone

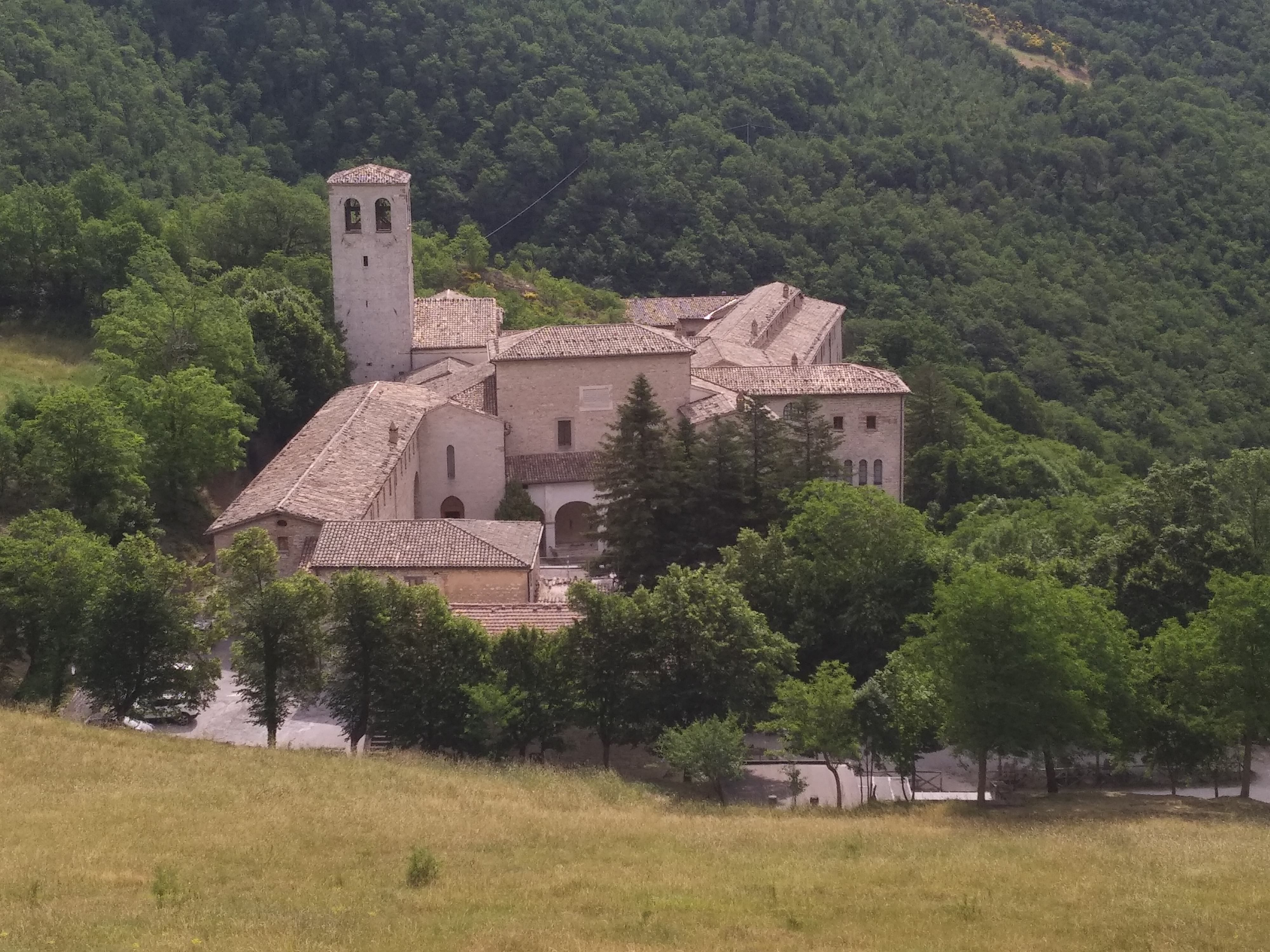
Monastère de Fonte Avellana

- Cathédrale Notre-Dame-de-l'Assomption de Pesaro
- Cathédrale de Pennabilli
- Cathédrale de Pergola
- Église des Morts d'Urbania
- Église Notre-Dame-des-Grâces de Pesaro
- Monastère de Fonte Avellana

### Architecture militaire
- Rocca Costanza du XVe siècle (Pesaro]
- Forteresse Albornoz du XIVe siècle (Urbino)
- Rocca Torrione du XVe siècle (Cagli)
- Rocca Malatestina du XVe siècle (Fano)
- Château de Gradara des XIIe et XVe siècles (Gradara)
- Rocca Roveresca du XVe siècle (Mondavio)

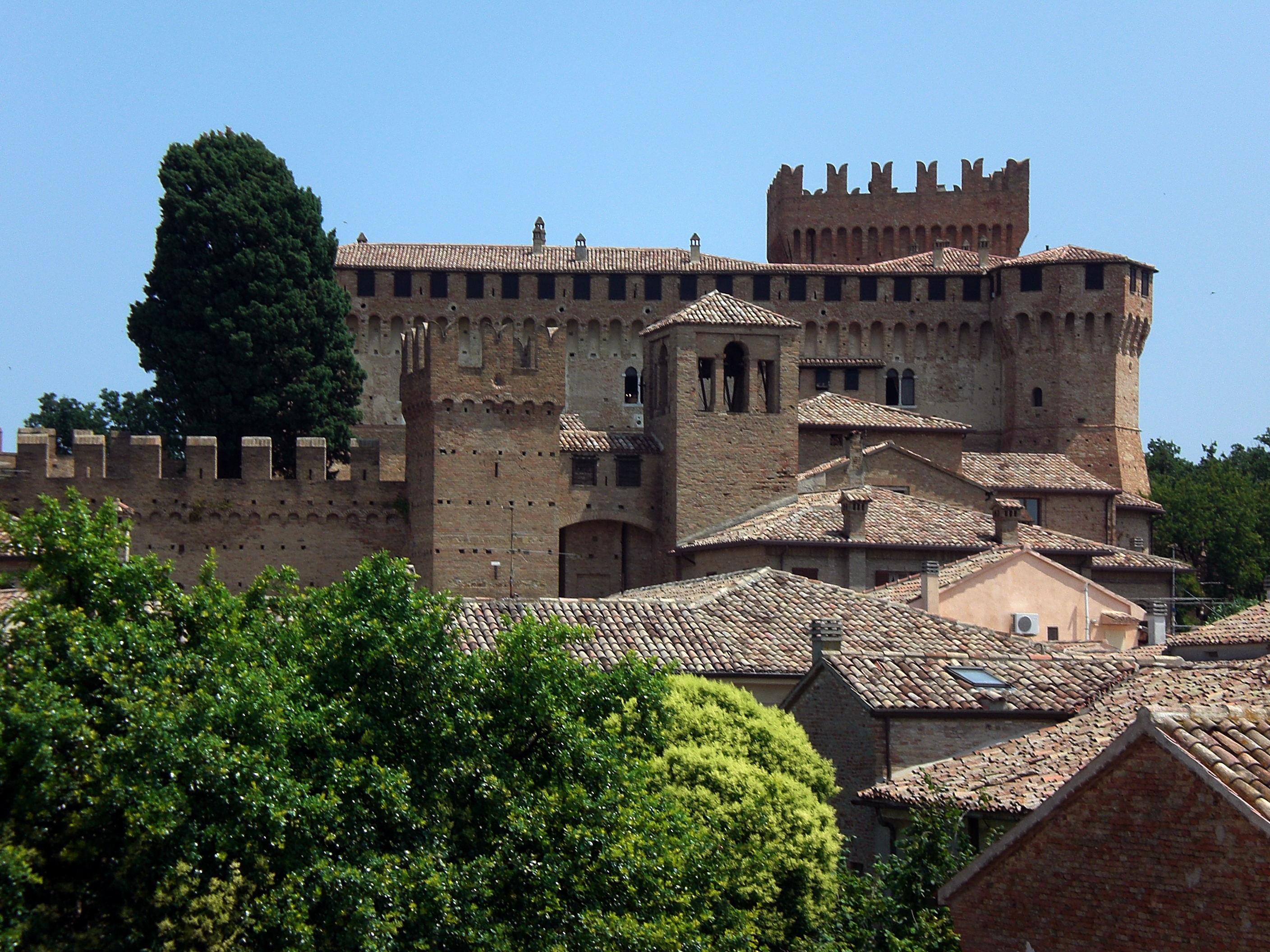
Château de Gradara

- Rocca di Monte Cerignone du XIIe siècle (Monte Cerignone)
- Rocca di Piandimeleto du XIVe siècle (Piandimeleto)
- Château de Brancaleoni des XIIe et XVIe siècles (Piobbico)
- Rocca di Sassocorvaro du XVe siècle (Sassocorvaro)

## Jumelage
- Wolfsburg (Allemagne) depuis 1975